# Bohumil Patera
Bohumil Patera (8. listopadu 1913 – ???) byl český a československý politik Komunistické strany Československa a poúnorový poslanec Národního shromáždění ČSR.

## Biografie
Ve volbách roku 1948 byl zvolen do Národního shromáždění za KSČ ve volebním kraji Karlovy Vary. Mandát zastával do února 1952, kdy rezignoval a místo něj jako náhradnice nastoupila Miluše Klímová.
V roce 1948 se uvádí jako kovodělník a předseda ONV. V roce 1950 zastával funkci předsedy krajské komise pro zemědělskou výrobu a výkup.